# تاي ننه
تاي نينه (بالفيتنامية: Tây Ninh )‏ هي مدينة إقليمية في جنوب شرق فيتنام. وهي عاصمة محافظة تاي ننه، والتي تضم المدينة والكثير من الأراضي الزراعية المحيطة بها. تقع تاي نينه على بعد حوالي 90 كم إلى الشمال الغربي من مدينة هو تشي منه، أكبر مدينة في فيتنام. اعتباراً من عام 2013، بلغ عدد سكان المدينة 153537 نسمة، ومساحتها الإجمالية 140 كيلومتر مربع.

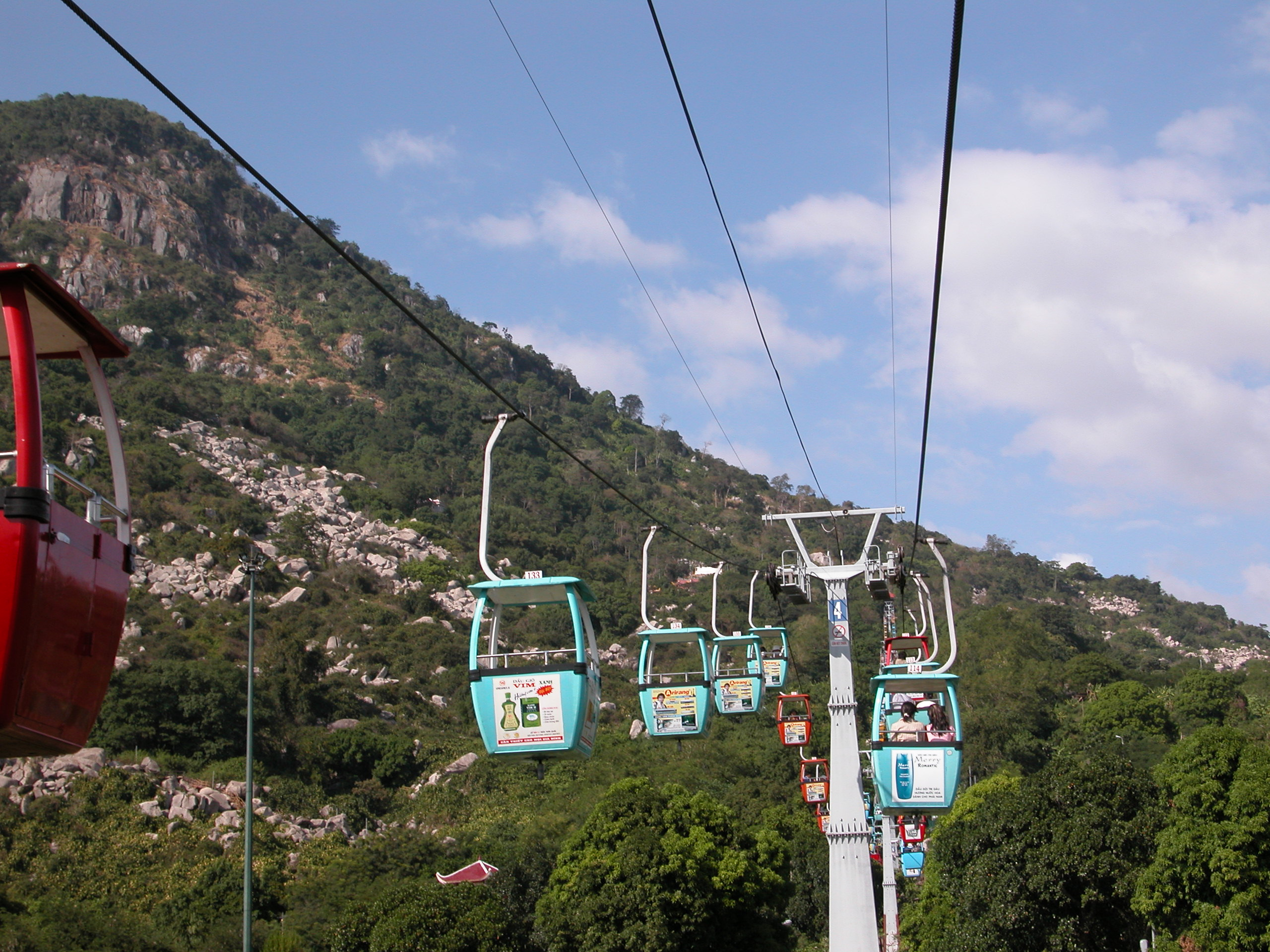
طريق كابل إلى المعابد فوق جبل بلاك فيرجن

تشتهر المدينة بكونها موطنًا لدين الكاو دائية، وهو دين فيتنامي أصلي يتضمن تعاليم الديانات العالمية الرئيسية. يقع الكرسي الرسولي لدين الكاو دائية، الذي بُني بين عامي 1933 و 1955، حول 5 كم شرق مركز مدينة تاي نينه.
تشمل مناطق الجذب السياحي الأخرى "Núi Bà Đen" (جبل Black Virgin) وبحيرة "Dầu Tiếng"، وهي واحدة من أكبر البحيرات من صنع الإنسان في فيتنام وجنوب شرق آسيا.
في رواية "The Quiet American" للكاتب غراهام غرين، يشار إلى تاي نينه باسم "Tanyin".

## التاريخ
بعد سقوط سايغون، أُعيد تنظيم بلدة تاي ننه لتشمل 3 أجنحة وبلدية واحدة. في أغسطس 2001، تم توسيع المدينة لتشمل 5 عنابر و 5 بلديات. في 29 ديسمبر 2013، تمت ترقية بلدة تاي نينه رسمياً إلى حالة مدينة إقليمية، تحت إدارة محافظة تاي ننه، جنباً إلى جنب مع رفع مستوى بلديتها نين سين وننه إلى حالة الجناح.